# Saint-Nom-la-Bretèche
Saint-Nom-la-Bretèche é uma comuna francesa na região administrativa da Île-de-France, no departamento de Yvelines. A comuna possui 5071 habitantes segundo o censo de 1990.